# August Leue

August Leue als Hauptmann im afrikanischen Busch (vor 1900)

August Leue (* 1. Oktober 1854 in Dützen (heute zu Minden); † 24. November 1922 in Berlin) war ein deutscher Architekt, Offizier (zuletzt Hauptmann) und Kolonialbeamter in Deutsch-Ostafrika.

## Leben
Leue besuchte das Realgymnasium in Minden (Westfalen). Von 1873 bis 1881 studierte er – mit Unterbrechungen – Baufach an der Polytechnischen Schule in Hannover (ab 1879 Technische Hochschule Hannover). Leue war ein Schüler des Architekten Conrad Wilhelm Hase. In den Jahren 1874 und 1875 leistete er seinen Wehrdienst als Einjährig-Freiwilliger im Pionier-Bataillon Nr. 10. Im Jahr 1883 erhielt Leue das Leutnantspatent. In den 1880er Jahren wurde er Sekretär der Gesellschaft für deutsche Colonisation in Berlin und am 2. Mai 1885 Generalsekretär der daraus hervorgegangenen Deutsch-Ostafrikanischen Gesellschaft (DOAG).
Im April 1887 siedelte er mit Carl Peters nach Deutsch-Ostafrika über. Die DOAG beauftragte ihn mit der Gründung einer Station in Daressalam, der späteren Hauptstadt der Kolonie. Als Bezirkschef führte Leue die Bezirks- und Zollverwaltung ein. Am 1. Juli 1889 wurde er Kompaniechef in der sogenannten Wissmann-Truppe, dem Vorläufer der Schutztruppe für Deutsch-Ostafrika, der er 1891 als Vizefeldwebel der Reserve zugeteilt wurde. Im selben Jahr wurde er Sekondeleutnant a. D. und 1892 Premierleutnant a. D. Bis 1896 nahm Leue an zahlreichen Gefechten zur Durchsetzung der deutschen Kolonialherrschaft teil. Dazu zählten unter anderem das Gefecht bei Palamkaa 1890 sowie die Einnahme von Kilwa und Lindi 1890 im Aufstand der ostafrikanischen Küstenbevölkerung. Es folgten Gefechte bei Maamanda 1893 und Limuange 1895. Im folgenden Jahr wurde er zum Hauptmann befördert.
Zwischenzeitlich war er nochmals in der Kolonialverwaltung tätig. Von 1891 bis 1899 war er Bezirkshauptmann in den Orten Lindi, Kilwa und Bagamoyo. 1899 wurde Leue auf eigenen Wunsch krankheitsbedingt aus dem Heer entlassen. Anschließend war er Farmer und Namensgeber von Leudorf bei Arusha am Meruberg. Das ostafrikanische Besiedlungskomitee der Deutschen Kolonialgesellschaft gründete dort 1906 eine Siedlung für Deutsch-Russen, deren Leitung Leue übernahm.

## Veröffentlichungen (Auswahl)
- Dar-es-salaam: Bilder aus dem Kolonialleben. Süsserott, Berlin 1903 (Digitalisat, Staats- und Universitätsbibliothek Bremen, Bremen 2017).
- Die Besiedlungsfähigkeit Deutsch-Ostafrikas. Weicher, Leipzig 1904 (Digitalisat, Universitätsbibliothek Johann Christian Senckenberg, Frankfurt am Main 2017).